# Magyarország hídjainak listája

## Közúti hidak
| Híd neve            | Közút neve | Áthidalt akadály         | Típusa                           | Legnagyobb támaszköz | Teljes hosszúság | átadás ideje         |
| ------------------- | ---------- | ------------------------ | -------------------------------- | -------------------- | ---------------- | -------------------- |
| Kőröshegyi völgyhíd | M7         | Kőröshegyi-Séd           | völgyhíd                         | 120 m                | 1872 m           | 2007. augusztus 8.   |
| Megyeri híd         | M0         | Duna, Szentendrei-sziget | ferdekábeles híd és gerendahidak | 300 m                | 1861,35 m        | 2008. szeptember 30. |
| Pentele híd         | M8         | Duna                     | kosárfüles ívhíd                 | 308 m                | 1682 m           | 2007. július 23.     |
| Szent László híd    | M9         | Duna                     |                                  | 100 m körül          | 0919,6 m         | 2003. július 4.      |

## Vasúti hidak
| híd neve | vasútvonal neve | áthidalt akadály | típusa | legnagyobb támaszköz | teljes hossz | átadás ideje |
| -------- | --------------- | ---------------- | ------ | -------------------- | ------------ | ------------ |

## Lásd még
- Győr hídjai